# Ortobirotondă pentagonală
În geometrie ortobirotonda pentagonală este un poliedru care poate fi construit unind două rotonde pentagonale (J6) prin bazele lor decagonale, astfel încât fețele triunghiulare ale cupolelor să fie adiacente. Este poliedrul Johnson J32.

## Poliedre înrudite
Ortobirotonda pentagonală este înrudită cu un poliedru arhimedic, icosidodecaedrul, care poate fi numit și girobirotondă pentagonală, creată în mod similar din două rotonde pentagonale, dar după o rotație cu 36° a uneia dintre rotonde în jurul axei sale de simetrie.
| (Divizare)                                  | \| Icosidodecaedru (girobirotondă pentagonală) \| \| Ortobirotonda pentagonală \| \| Rotondă pentagonală \| |
| Icosidodecaedru (girobirotondă pentagonală) | |
| Ortobirotonda pentagonală                   | |
| Rotondă pentagonală                         | |

## Mărimi asociate
Aria A, volumul V și raza sferei circumscrise R a unei ortobirotonde pentagonale cu lungimea laturii a sunt aceleași cu ale icosidodecaedrului cu cu lungimea laturii a:
{\displaystyle A={\sqrt {30\left(10+3{\sqrt {5}}+{\sqrt {75+30{\sqrt {5}}}}\right)}}\,a^{2}\approx 29,3059828~a^{2},}
{\displaystyle V={\frac {1}{6}}(45+17{\sqrt {5}})\,a^{3}\approx 13,835526~a^{3},}
{\displaystyle R={\frac {1}{2}}(1+{\sqrt {5}})\,a\approx 1,618034~a.}